# Wendischer Städtebund
Le Wendischer Städtebund (en français : Ligue des villes wendes) appelé aussi Wendische Städte (Villes wendes) est une union commerciale d'Europe du nord née en 1259 d'accords conclus entre les villes portuaires de Lübeck, Stralsund, Wismar, Kiel et Rostock, afin de sauvegarder leurs routes commerciales terrestres et maritimes. Cette union jette les bases des « quartiers wendes » et de la Ligue hanséatique. Elle trouve ses racines dans une alliance conclue en 1230 entre Hambourg et Lübeck et confirmée par écrit en 1241. S'y adjoignent par la suite la ville de Lunebourg et les villes poméraniennes de  Greifswald, Stettin et Anklam. Certaines de ces villes faisaient également partie d'une union monétaire, le Wendischer Münzverein (de).
Appartenaient au Bund les villes suivantes :

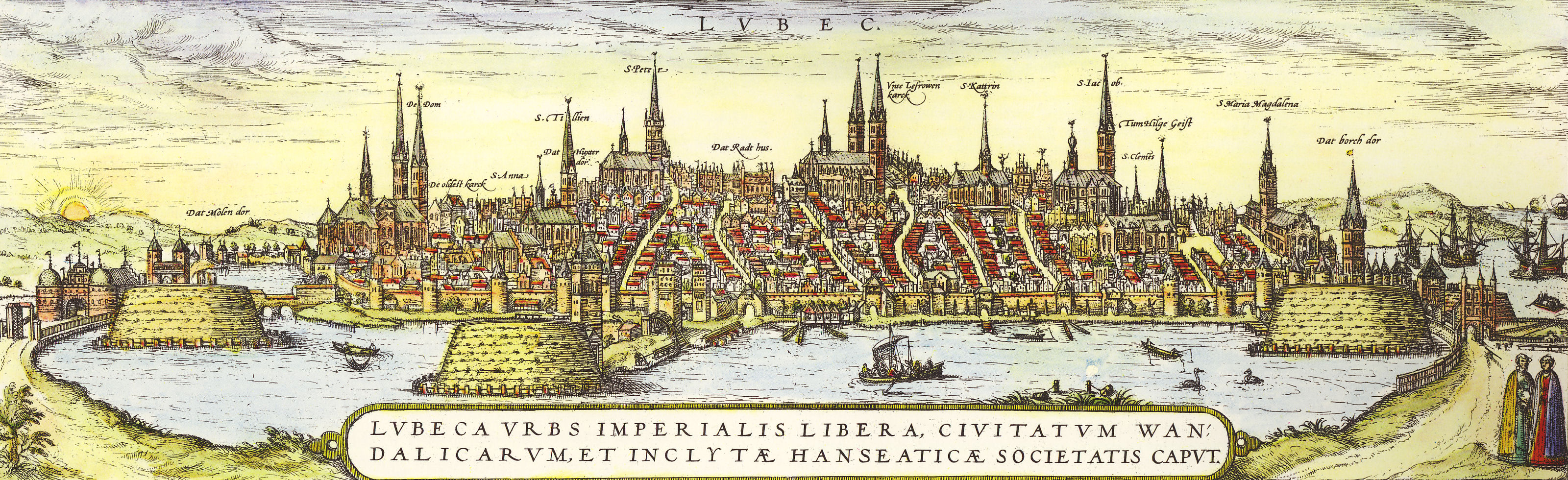
Vue de Lübeck, gravure par Georg Braun et Frans Hogenberg, XVI-XVIIe siècle.

- Anklam
- Greifswald
- Hambourg
- Kiel
- Lübeck
- Lunebourg
- Rostock
- Stettin
- Stralsund
- Wismar